# Tragia plukenetii
Tragia plukenetii är en törelväxtart som beskrevs av Radcl.-sm.. Tragia plukenetii ingår i släktet Tragia och familjen törelväxter. Inga underarter finns listade i Catalogue of Life.